# Elettroencefalografo
L'elettroencefalografo è uno strumento che, mediante elettrodi applicati al cuoio capelluto, viene utilizzato per eseguire e registrare l'elettroencefalogramma, vale a dire per rilevare i potenziali elettrici del cervello e trasformarne l'andamento temporale in una forma grafica (EEG).

## Storia

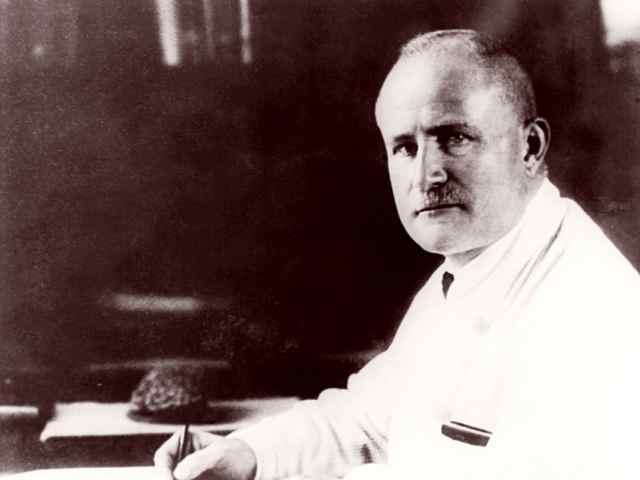
Hans Berger

Richard Caton (1842-1926), un medico praticante di Liverpool, presentò le sue conclusioni sui fenomeni elettrici degli emisferi cerebrali esposti di conigli e scimmie nel British Medical Journal nel 1875.
Nel 1890 il fisiologo polacco Adolf Beck pubblicò una ricerca sulla attività elettrica spontanea del cervello di conigli e cani che includeva oscillazioni ritmiche alterate dalla luce.
Nel 1912 un fisiologo russo, Vladimir Vladimirovich Pravdich-Neminsky pubblicò il primo EEG eseguito su un animale ed i potenziali evocati di un mammifero (un cane).
Nel 1914, Napoleone Cybulski e Jelenska-Macieszyna riuscirono a fotografare la registrazione di un EEG eseguito in corso di convulsioni indotte sperimentalmente.
Il fisiologo e psichiatra tedesco Hans Berger registrò il primo EEG umano nel 1924.
Ampliando il lavoro precedentemente condotto sugli animali da Richard Caton e da altri ricercatori, Berger inventò anche l'elettroencefalogramma (dando al dispositivo il nome), un'invenzione che fu descritta "come uno degli sviluppi più sorprendenti, notevole, e grande importanza nella storia della neurologia clinica"

## Funzionamento
L'apparecchiatura è in grado di registrare i potenziali elettrici dei neuroni della corteccia cerebrale, che scaricano in risposta a molti e diversi stimoli. Sulla cute del cuoio capelluto è necessario applicare superficialmente gli elettrodi, di piccole dimensioni. Gli elettrodi debbono essere facilmente fissabili allo scalpo e stabili per poter garantire un buon contatto elettrico anche per lunghi periodi. Il segnale raccolto dagli elettrodi viene inviato ad un amplificatore differenziale (vi è un amplificatore ogni coppia di elettrodi) il cui scopo è quello di amplificare la tensione tra l'elettrodo attivo ed il riferimento.
Nei vecchi elettroencefalografi analogici il segnale veniva poi filtrato e determinava lo spostamento di un pennino sotto il quale, a velocità costante, transitava un rullo di carta che pertanto riportava la traccia grafica della attività cerebrale.
Negli elettroencefalografi digitali il segnale viene prima amplificato e poi trasformato da un convertitore analogico-digitale dopo essere passato attraverso un particolare filtro digitale detto filtro anti-aliasing.
Il campionamento analogico-digitale per l'EEG su cuoio capelluto avviene tipicamente a 256–512 Hz. In molte apparecchiature all'elettroencefalografo standard viene associata un'unità aggiuntiva che è in grado di rilevare i "potenziali evocati" dell'attività elettrica cerebrale che fa seguito all'applicazione di uno specifico stimolo esterno.

## Uso clinico
L'elettroencefalografo viene utilizzato per eseguire un elettroencefalogramma in caso di:
- Sospette crisi epilettiche
- Convulsioni non epilettiche
- Sincope
- Emicranie di dubbia origine
- Accertamento di morte cerebrale
- Studi del sonno